# Conroe (Texas)
Conroe település az Amerikai Egyesült Államok Texas államában, Montgomery megyében, melynek megyeszékhelye is. Lakosainak száma 89 956 fő (2020. április 1.).

## Népesség
A település népességének változása:
| Lakosok száma | 56 207 | 87 654 | 89 956 |
|               | 2010   | 2018   | 2020   |